# Internationales Filmfestival Freiburg
Das Festival International du Film de Fribourg (FIFF, deutsch Internationales Filmfestival Freiburg) wurde im Jahr 1980 gegründet. Ziele des Festivals sind das Verständnis zwischen den Kulturen, insbesondere zwischen jenen des sogenannten Nordens und Südens, mit Hilfe des Films zu fördern sowie die Verbreitung von herausragenden Filmen zu unterstützen und dem Publikum Filme zugänglich zu machen, die in Europa selten den Weg ins Kino finden. Dabei gibt es Werken den Vorzug, die zur Reflexion und zum Dialog anregen. Seit 1986 findet das Filmfestival jährlich im März in Freiburg im Üechtland statt.
Zum Wettbewerb sind sowohl Dokumentar- wie Spielfilme zugelassen. Zusätzliche Parallelsektionen liefern thematische Filmblöcke (bspw. «Genrekino») mit künstlerischen Werken aus allen Ecken der Welt. In Zusammenarbeit mit Partnern werden mehrere Preise verliehen, unter anderem der Hauptpreis «Regard d’or». Das Kinoprogramm wird durch Rahmenveranstaltungen wie das FIFF-Forum für Branchenvertreter und Filmschaffende ergänzt. Für Schüler und Studenten bietet das Filmfestival mit Planète Cinéma zusätzlich ein eigens für Kinder und Jugendliche zusammengestelltes Schulprogramm an.

## Organisation
Das FIFF wird organisiert von einem Verein, der Association du Festival International du Film de Fribourg. Das Präsidium des Vereins, die künstlerische Leitung und die Vorstandsmitglieder werden von der Generalversammlung gewählt. Der Vorstand besteht aus sieben bis neun gewählten Mitgliedern. Der Vorstand organisiert sich selbst und bestimmt eine Person, die den Präsidenten zeitweise (z. B. bei Terminkollisionen) als Vize-Präsidenten ersetzt. Die Festivaldirektion nimmt die Geschäftsleitung wahr. Sie teilt sich in die künstlerische und die operative Leitung. Philippe Clivaz ist seit Oktober 2019 für die operative Leitung zuständig. Thierry Jobin verantwortet seit Mai 2011 die künstlerische Leitung. Ein Team von neun Personen ist ganzjährig beschäftigt, Monate vor dem Festival kommen rund 15 weitere dazu und während des Festivals werden sie von zahlreichen Freiwilligen unterstützt.

## FIFF 2025

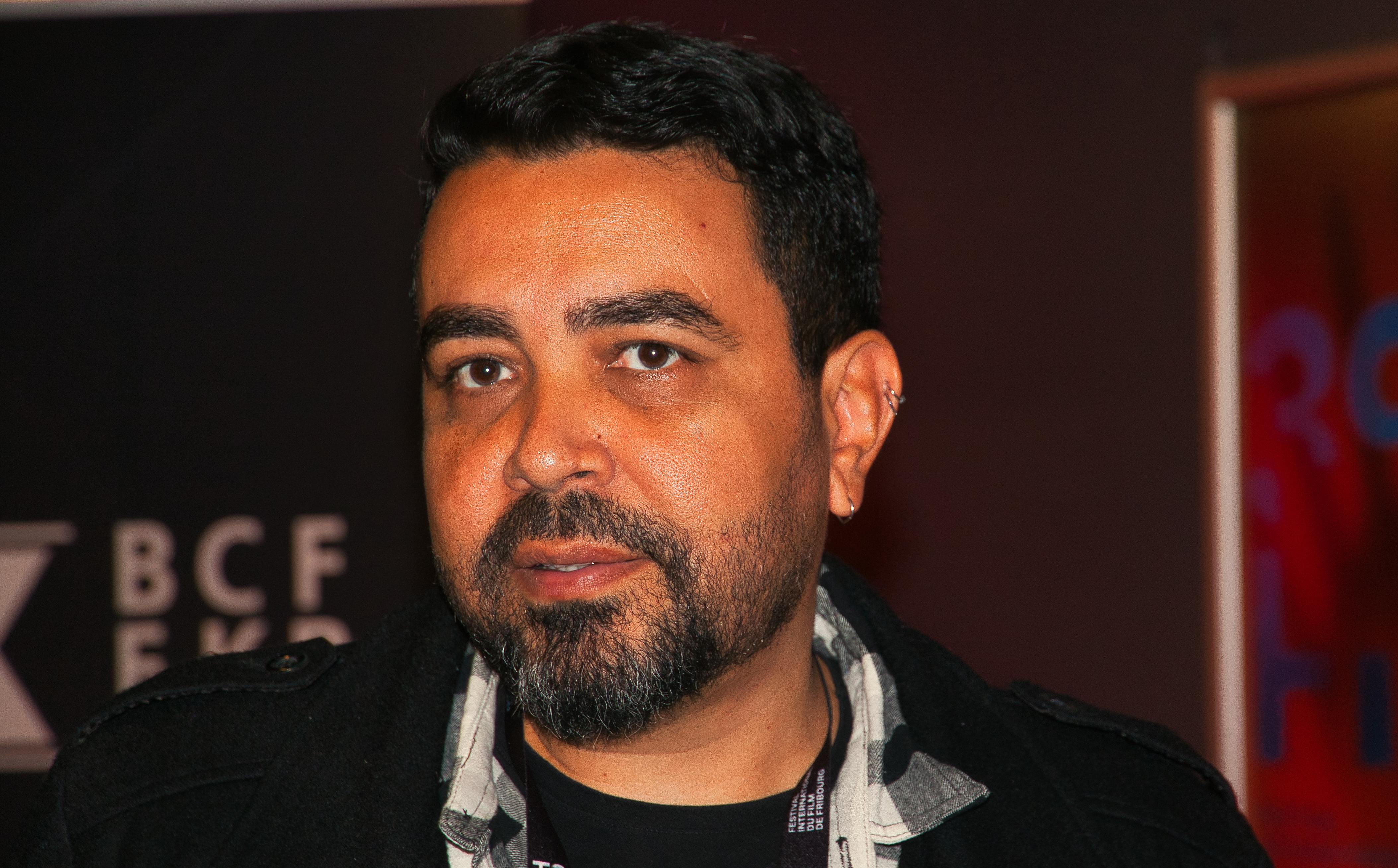
Der brasilianischer Regisseur Marcos Pimentel am FIFF 2025

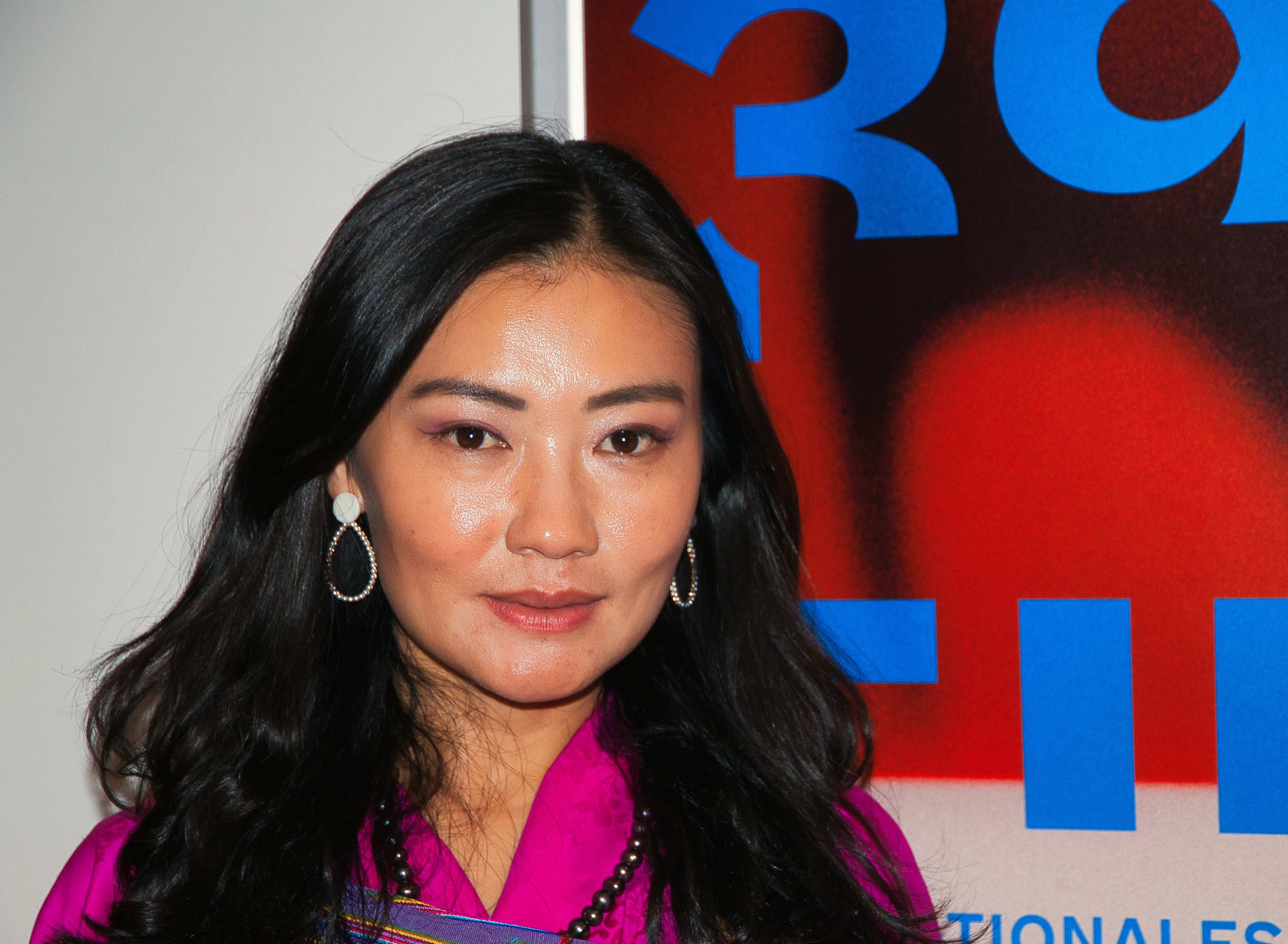
Tandin Bidha, Schauspielerin aus Bhutan am FIFF 2025

Die 39. Ausgabe des FIFF fand vom 21. bis 30. März 2025 in Freiburg mit 68 Lang- und 40 Kurzfilmen aus 52 Ländern statt. In insgesamt 229 öffentlichen Vorführungen fanden neben den Wettbewerbsfilmen (12 Lang- und 16 Kurzfilme) Projektionen in 11 parallelen Sektionen statt: Morde und Mysterien (Genrekino I), Die Lieblinge des Publikums (Genrekino II), Grosses Kino für Familien, Africa beyond the Cold War (Entschlüsselt), Sri Lanka (Neues Territorium), Sur la carte de ... Jérôme Paillard statt. Darüber hinaus gab es Perlen der Kunstkommission (Unsere Favoriten), Filme, die von Schweizern oder in der Schweiz realisiert wurden (Passeport Suisse) und  Nichts für schwache Nerven (Mitternachtsvorführungen). Das Publikum bekam 17 Weltpremieren, 3 internationale, 5 europäische und 42 Schweizer Premieren zu sehen.

### Preisträger
- Grand Prix: «Black Dog» von Guan Hu  Volksrepublik China 2024
- Sonderpreis der Jury: «My Friend An Delie» von Dong Zijian  Volksrepublik China, 2024
- Publikumspreis: «Nawi» von Vallentine Chelluget, Apuu Mourine, Kevin Schmutzler und Toby Schmutzler  Kenia,  Deutschland, 2024
- Preis der Ökumenischen Jury: «My Friend An Delie» von Dong Zijian  Volksrepublik China, 2024
- Critic's Choice Award: «Black Dog» von Guan Hu  Volksrepublik China, 2024
- Preis Jugendjury: «Pavane for an Infant» von Chong Keat Aun  Malaysia,  Hongkong, 2024
- Preis für den besten internationalen Kurzfilm: «Bitter Chocolate» von Sahar Sotoodeh  Iran,  Deutschland, 2024
- Preis des Netzwerk Cinéma CH: «Mañana» von Ingrid Pérez López  Kolumbien, 2024
- Senior's Jury Award: «Amplified» von Dina Naser  Jordanien.  Ägypten,  Palästina, 2024
- Preis Auslandvisum: «Fenni in Wonderland» von Fei Fan  Volksrepublik China, 2024
- Special Emerging Talent Award: «Unser Name ist Ausländer» von Selin Besili  Schweiz, 2024
- Prix Röstigraben: «Unser Name ist Ausländer» von Selin Besili  Schweiz, 2024[4]

## FIFF 2022
Nachdem 2021 das FIFF infolge der Corona-Pandemie nicht in gewohnter Weise durchgeführt werden konnte, fand die 36. Ausgabe des Filmfestivals vom 18. bis 27. März 2022 wieder vor Ort statt.
In den zehn Festivaltagen verzeichnete das FIFF über 43'000 Eintritte und knüpfte damit wieder an die Erfolge von vor der Pandemie an. Das Programm umfasste 126 Filme, davon 90 Langfilme, aus 58 Ländern. Dabei gab es fünf Weltpremieren und über 50 Premieren in der Schweiz oder in Europa. 96 Prozent der Filme waren deutsch untertitelt. Dazu kamen Schulvorstellungen, an denen rund 11'000 Schülerinnen und Schüler teilnahmen.

### Programm

#### Langfilme

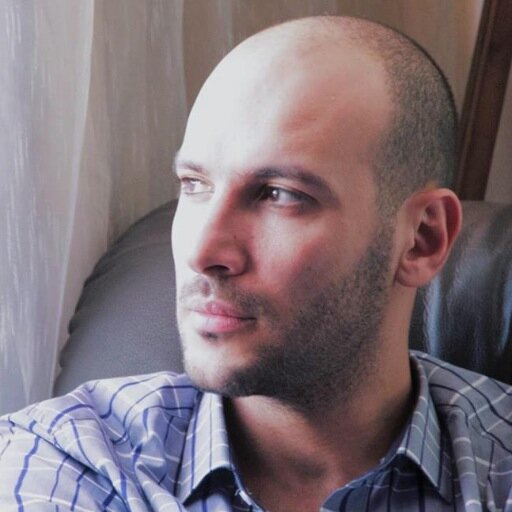
Regisseur Mohamed Diab
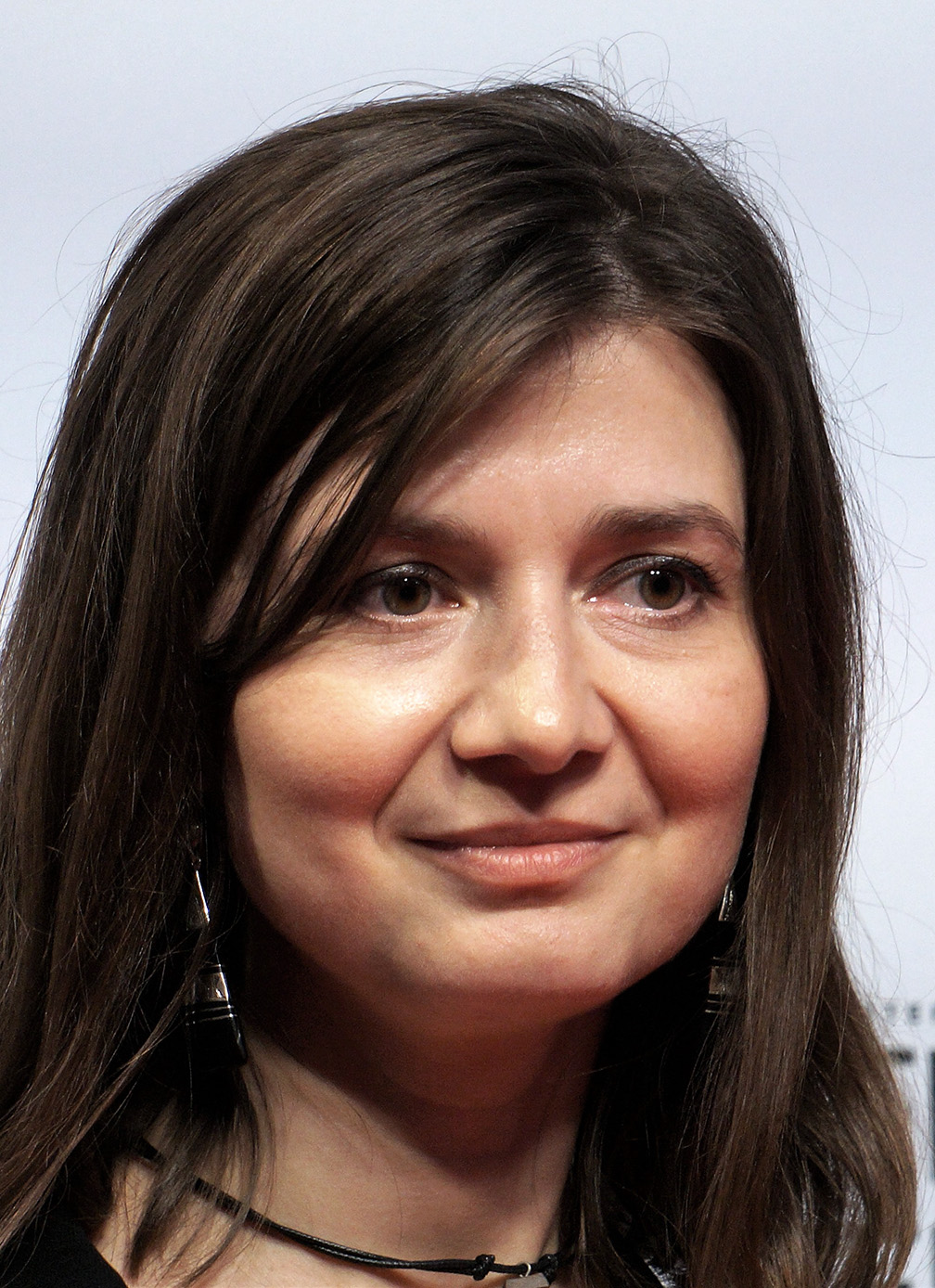
Regisseurin Teodora Ana Mihai
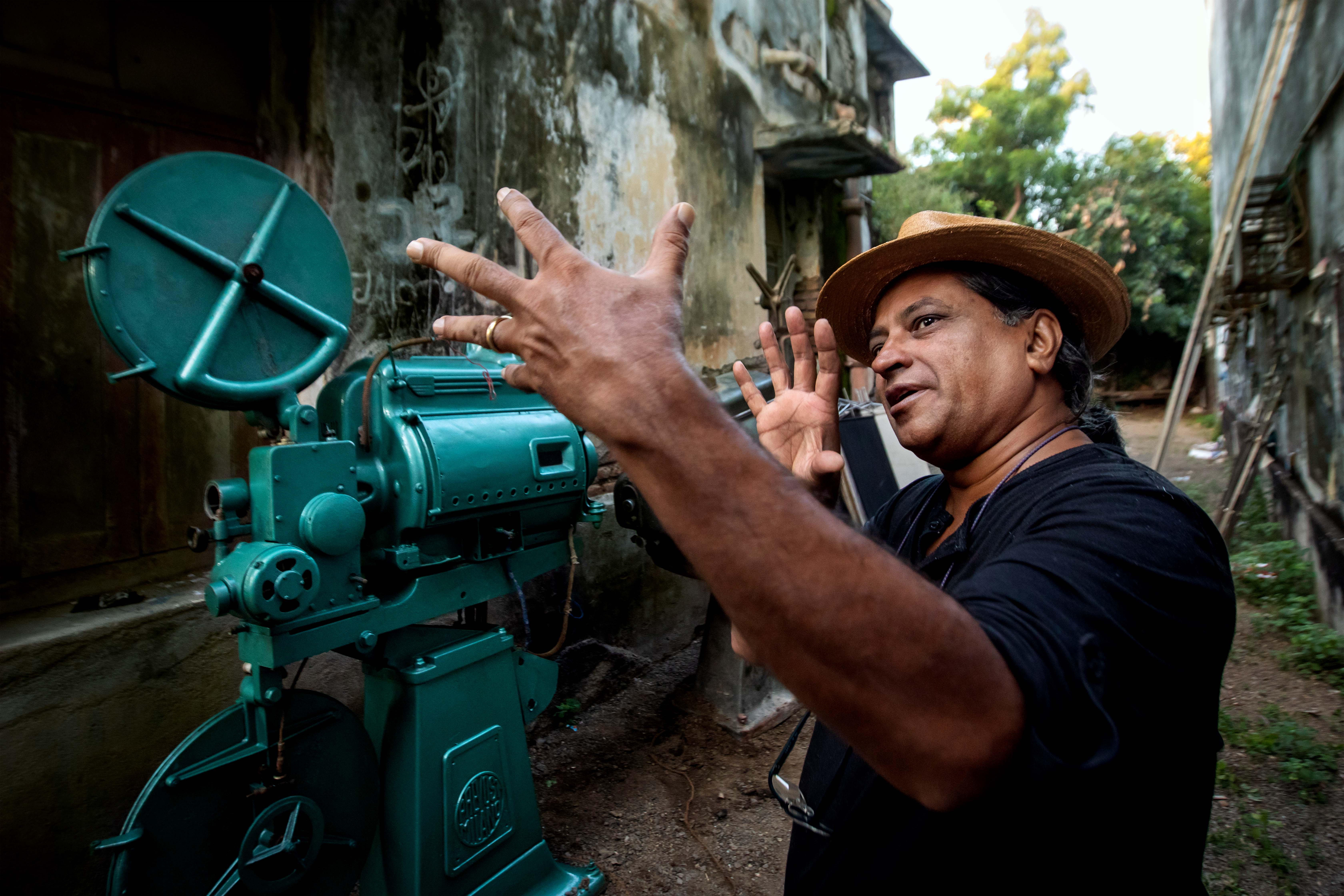
Pan Nalin auf dem Set in Indien
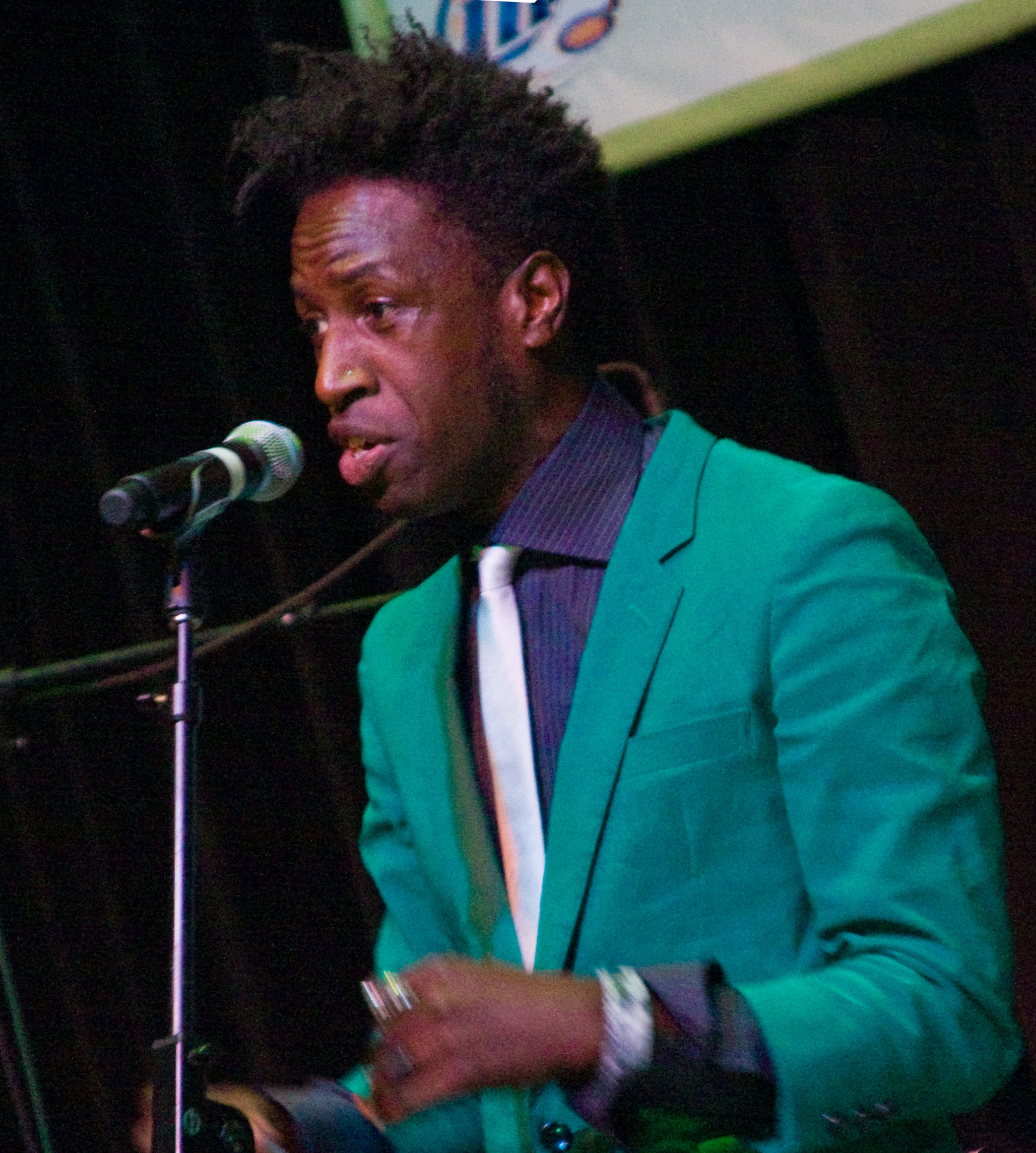
Sänger, Rapper, Regisseur Saul Williams, 2008
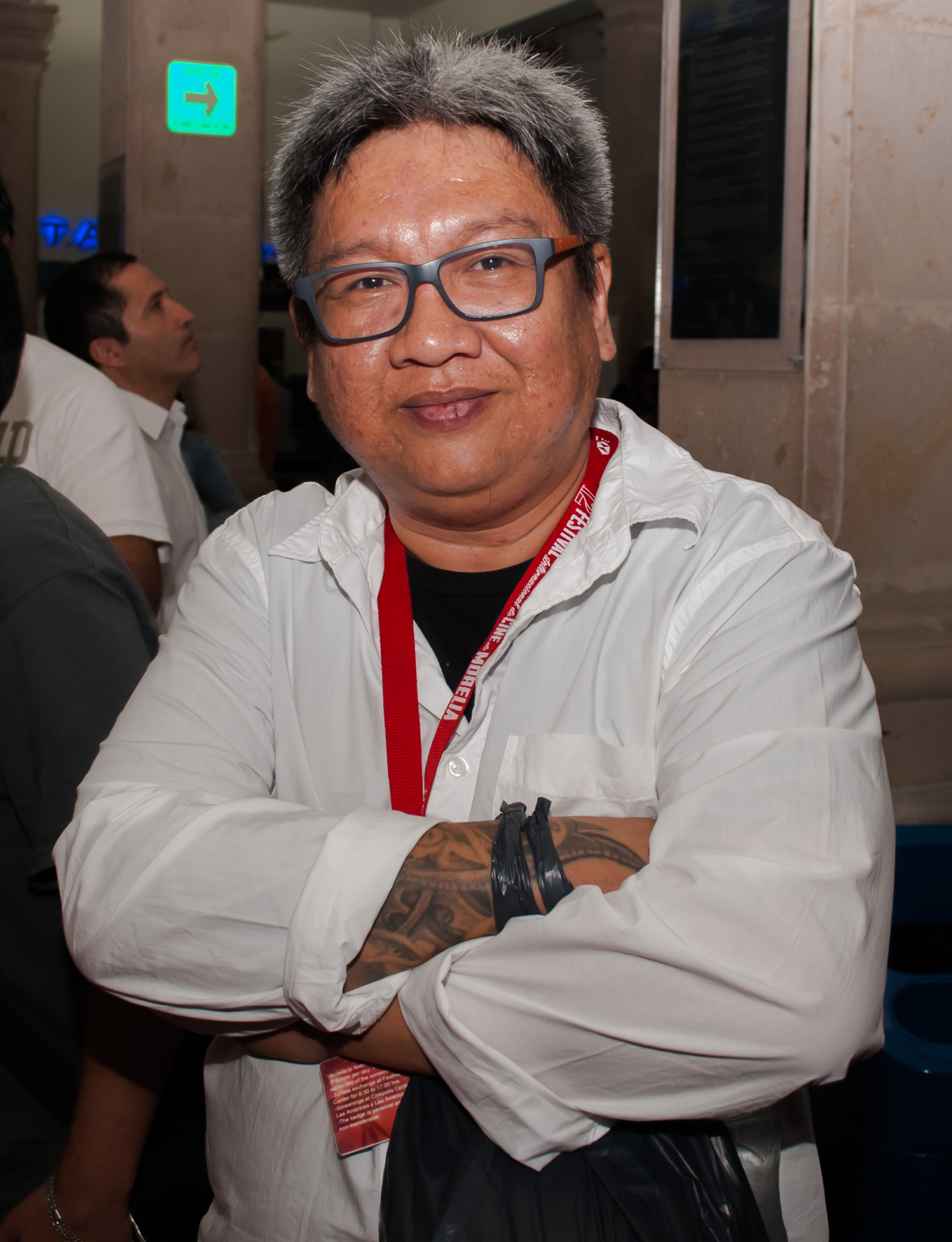
Regisseur Erik Matti, 2014

Im Internationalen Wettbewerb, dem Herzstück des FIFF, starteten 2022 rund ein Dutzend aktuelle Filme aus Asien, Lateinamerika, Afrika und Osteuropa. Kein Genre wurde bevorzugt. Es waren Filme, die sich durch ihre Innovation und ihre Fähigkeit auszeichnen, das Publikum zu berühren, egal ob Erstlingswerk oder nicht. Einziges Kriterium war die Qualität.
| Titel                                                        | Regisseur                      | Herkunft                                                        | Jahr |
| ------------------------------------------------------------ | ------------------------------ | --------------------------------------------------------------- | ---- |
| Amira                                                        | Mohamed Diab                   | Ägypten, Jordanien, Vereinigte Arabische Emirate, Saudi-Arabien | 2021 |
| Brighton 4th                                                 | Levan Koguashvili              | Georgien, Russland, Bulgarien, Monaco, USA                      | 2021 |
| Broken Keys                                                  | Jimmy Keyrouz                  | Libanon, Frankreich                                             | 2021 |
| La Civil                                                     | Teodora Ana Mihai              | Belgien, Rumänien, Mexiko                                       | 2021 |
| Confession                                                   | Yoon Jong-seok                 | Südkorea                                                        | 2022 |
| The Gravedigger's Wife                                       | Khadar Ayderus Ahmed           | Finnland, Deutschland, Frankreich, Somalia                      | 2021 |
| Klondike                                                     | Maryna Er Horbatsch            | Ukraine, Türkei                                                 | 2022 |
| Last Film Show (deutsch: Das Licht, aus dem die Träume sind) | Pan Nalin                      | Indien, Frankreich                                              | 2022 |
| Life Is Beautiful                                            | Choi Kook-hee                  | Südkorea                                                        | 2022 |
| Neptune Frost                                                | Saul Williams & Anisia Uzeyman | Ruanda, USA                                                     | 2021 |
| On the Job 2: The Missing 8                                  | Erik Matti                     | Philippinen                                                     | 2021 |
| When Pomegranates Howl                                       | Granaz Moussavi                | Afghanistan, Australien                                         | 2020 |

#### Kurzfilme
Mit dieser Sektion will das FIFF die grossen Namen von morgen fördern und dem Publikum Filme einer neuen, talentierten Generation zeigen. In den drei Gruppen Fiktion, Dokumentarfilm oder Animation sind neue Trends aus Lateinamerika, Asien, Afrika, dem Mittleren Osten und Osteuropa zu sehen.
| Programm   | Titel                             | Regisseur              | Herkunft                        | Jahr |
| ---------- | --------------------------------- | ---------------------- | ------------------------------- | ---- |
| Programm 1 | CAI-BER                           | Ahmed Abdesalam        | Ägypten, Vereinigtes Königreich | 2021 |
|            | Invisibles                        | Estaban Garcíca Garzón | Kolumbien                       | 2022 |
|            | Haboob                            | Mahsa Samani           | Iran                            | 2020 |
|            | Parizad                           | Mehdi Imani Shahmiri   | Iran                            | 2021 |
|            | A Firecracker Story               | Hao Zhizi              | China, Vereinigtes Königreich   | 2021 |
| Programm 2 | Sandstorm                         | Seemab Gul             | Pakistan                        | 2021 |
|            | Party Poster                      | Rishi Chandna          | Indien                          | 2021 |
|            | How My Grandmother Became a Chair | Nicolas Fattouh        | Deutschland, Libanon, Katar     | 2020 |
|            | Junko                             | Minsho Limbu           | Nepal                           | 2021 |
|            | Mar                               | Milorad Milatović      | Montenegro                      | 2021 |
| Programm 3 | Lunch Break                       | Nina Kopko             | Brasilien                       | 2021 |
|            | 407 Jou                           | Eléonore Coyette       | Haiti                           | 2020 |
|            | Astel                             | Ramata-Toulaye Sy      | Frankreich, Senegal             | 2021 |
|            | Frozen Out                        | Hao Zhou               | China, USA                      | 2021 |
|            | Performance 54                    | Alimohammad Eghbaldar  | Iran                            | 2021 |
|            | Murder Tongue                     | Ali Sohail Jaura       | Pakistan                        | 2022 |

### Gewinner 2022
Folgende Preise wurden vergeben:
- Grosser Preis im internationalen Wettbewerb der Langfilme: Klondike. Maryna Er Horbatsch  Ukraine,  Türkei, 2022
- Besondere Erwähnung im internationalen Wettbewerb der Langfilme (Jugendjury COMUNDO): Klondike. Maryna Er Horbatsch  Ukraine,  Türkei, 2022
- Besondere Erwähnung im internationalen Wettbewerb der Kurzfilme (Netzwerk Cinema CH): Parizad. Mehdi Imani  Iran 2021
- Prix Röstigraben: Esther. von Ana Scheu Amigo  Schweiz 2021
- Sonderpreis der Jury im internationalen Wettbewerb der Langfilme: Brighten 4th. Levan Kaguashvili  Georgien,  Russland,  Bulgarien,  Monaco,  Vereinigte Staaten, 2021
- Publikumspreis im internationalen Wettbewerb der Langfilme: Broken Keys. Jimmy Keyrouz  Libanon,  Frankreich, 2021
- Preis der Ökumenischen Jury im internationalen Wettbewerb der Langfilme: La Civil. Teodora Ana Mihai  Belgien,  Rumänien,  Mexiko, 2021
- Critic’s Choice Award im internationalen Wettbewerb der Langfilme: Klondike, Maryna Er Horbatsch,  Ukraine,  Türkei, 2022
- Preis der Jugendjury (COMUNDO): Amira. Mohamed Diab,  Ägypten,  Jordanien;  Vereinigte Arabische Emirate,  Saudi-Arabien, 2021
- Preis für den besten internationalen Kurzfilm: Lunch Break. Nina Kopko,  Brasilien 2021
- Preis des Netzwerk Cinéma CH im internationalen Wettbewerb der Kurzfilme: Party Poster. Rishi Chandna,  Indien 2021
- Preis Auslandvisum im Bereich des Passport Suisse: A bassa voce. Matilde Casari Alessandro Perillo,  Schweiz, 2021

## Geschichte
Magda Bossy, Westschweizer Sekretärin bei Helvetas, wollte zur Feier des 25-jährigen Bestehens der Organisation in der Westschweiz etwas Originelles auf die Beine stellen. Sie, die selbst aus Ägypten stammt, war überzeugt davon, dass Filme ein hervorragendes Medium sind, um die kulturellen Reichtümer zu zeigen: Und so wollte sie den Filmschaffenden des Südens das Wort erteilen. So wurden von November bis Dezember 1980 sieben 16-mm-Filme aus Asien, Afrika und Lateinamerika (darunter «Antonio das Mortes» des Brasilianers Glauber Rocha und «Baara» von Souleimane Cissé) in den Filmclubs von Freiburg, Lausanne, Genf, La Chaux-de-Fonds, Biel, Sitten, Neuenburg und Delsberg gezeigt. Das junge Festival hatte demnach einen dezentralen Charakter und fand über die Westschweiz verstreut statt. Sein Erfolg, der von Stadt zu Stadt unterschiedlich ausfiel, sprach für eine zweite Ausgabe. Das 2. FIFF lief seinerzeit unter dem Namen «Festival de films du Tiers-Monde», wobei die Organisatoren lieber von einem «Circuit de films du Tiers-Monde» (d. h. einem Parcours) sprachen. 1990 wurde der Zusatz «Dritte Welt» weggelassen. Ab 1992 wurde das Festival immer professioneller, mit Martial Knaebel als künstlerischem Leiter und zwei neu eingestellten Mitarbeiterinnen. Im Herbst 1992 erhielt das Festival eine internationale Anerkennung seitens der UNESCO: das Label der «Weltdekade für kulturelle Entwicklung». Erstmals wurden sämtliche Filmemacher eingeladen. Die Veranstaltung setzte ein Zeichen und fügte ihrem Namen den Zusatz «international» 1998 hinzu. Der Grand Prix des nunmehr «Festival International du Film de Fribourg» (FIFF) (dt. Internationales Filmfestival Freiburg) wurde zum «Regard d’or», dem der Freiburger Bildhauer Jean-Jacques Hofstetter eine originelle Form verlieh. 2001 ging der Film Yi Yi des Taiwaners Edward Yang, der den «Regard d’or» gewann, als einer der grössten Erfolge ausserhalb des Festivals in die Geschichte ein. Er wurde beim FIFF in Premiere gezeigt. 2007 wurde der Franzose Edouard Waintrop neuer künstlerischer Leiter des Festivals. Mit ihm öffnete sich das FIFF für das Genrekino. Sein Nachfolger, Thierry Jobin, nutzte die eingebrachte Öffnung von Edouard Waintrop, um die Parallelsektionen mit Jahr für Jahr wiederkehrenden Bezeichnungen klarer zu benennen. 2015 wurde mit 40'000 Besuchern ein neuer Rekord erreicht.

## Sektionen
Die Wettbewerbsfilme sind in zwei Sektionen gegliedert: Im internationalen Wettbewerb konkurrieren 10 bis 13 aussereuropäische und nichtamerikanische Filme in der Sektion Langfilme um den «Regard d’or», den Hauptpreis des FIFF, sowie über ein Dutzend Streifen in der Sektion Kurzfilme.

### Genrekino
- 2012 Spiel mir das Lied vom Süden (Western)
- 2013 Escape to Victory! (Sportfilme)
- 2014 Survive! (Katastrophenfilme)
- 2015 Terra Erotica I (Erotikfilme)
- 2016 Wilder als der Mann (Frauenfilme)
- 2017 Gespenstergeschichten
- 2018 Filmbiografien
- 2019 Romantische Komödien
- 2020 Topsy-Turvy Worlds
- 2021 Genrekino I: Musik! - Genrekino II: Die Lieblinge des Publikums
- 2022 Genrekino I: Nach der Apokalypse - Genrekino II: Die Lieblinge des Publikums
- 2025: Genrekino I: Morde und Mysterien - Genrekino II: Die Lieblinge des Publikums

### Entschlüsselt
- 2012 Das Bild des Islam im Okzident
- 2013 Kein Kinderspiel für kleine Leute
- 2014 Ringen mit der Krise
- 2015 Können Sie über alles lachen?
- 2016 Und die Frau schuf das Kino
- 2017 Ein filmisches Kuriositätenkabinett
- 2018 200 Kerzen für Nova Friburgo
- 2019 «Eine schwarze Frau zu sein, ist nicht mein Beruf»
- 2020 History of Mexican Cinema by its Creators
- 2022 Context Culture
- 2025 Africa beyond the Cold War

### Diaspora
- 2012 Patrick Chappatte und der Libanon
- 2013 Atom Egoyan und Armenien
- 2014 Slava Bykov und Russland
- 2015 Tony Gatlif und die Roma
- 2016 Mira Nair und Indien
- 2017 Myret Zaki und Ägypten
- 2018 Beki Probst und die Türkei
- 2019 Elisa Shua Dusapin und Südkorea
- 2021 La Gale (Karine Guignard), Libanon und Palästina
- 2022 Gjon’s Tears, Albanien und der Kosovo

### Hommage à…
- 2012 Pierre-Alain Meier, Produzent
- 2013 Martin Scorsese und die World Cinema Foundation
- 2014 Iranische Filmschaffende präsentieren Schlüsselwerke ihres Landes
- 2015 Syrien von Ossama Mohammed
- 2016 Ida Lupino von Pierre Rissient
- 2017 Freddy Buache
- 2018 Cannes Classics
- 2020 Claudia Cardinale
- 2021 History of Mexican Cinema by its Creators
- 2022 Das afghanische Kino

### Terra Incognita
- 2012 Bangladesh
- 2013 Usbekistan
- 2014 Madagaskar
- 2015 Nordamerikanisches indigenes Kino
- 2016 Das Dasein der Filmemacherin in Afrika
- 2017 Nepal
- 2018 Mongolei
- 2019 Karibik (Haiti, Puerto Rico, Dominikanische Republik)
- 2020 Ruanda
- 2021 Ruanda
- 2022 Angola

### Sur la carte de…
- 2012 Georges Schwizgebel
- 2013 Bouli Lanners
- 2014 Jean-Pierre & Luc Dardenne
- 2015 Jean-François Stévenin
- 2016 Geraldine Chaplin
- 2017 Douglas Kennedy
- 2018 Ken Loach
- 2019 Bong Joon-ho
- 2020 William Friedkin
- 2021 Étienne Daho[13]
- 2022 Pierre Richard
- 2025 Jérôme Paillard